# Gangstar
Gangstar é uma série de jogos eletrônicos de ação e aventura de mundo aberto publicado pela Gameloft e desenvolvido por suas subsidiárias para dispositivos móveis Android, iOS e outras plataformas.
Os jogos da série Gangstar geralmente se passam por cidades americanas (embora Gangstar Rio: City of Saints se passa no Rio de Janeiro, uma cidade brasileira). A jobabilidade se concentra em um mundo aberto onde o jogador pode escolher missões em seu próprio lazer para progredir em uma história geral, bem como participar de atividades paralelas que consistem em elementos de ação e aventura, direção, tiro, furtividade, RPG ocasional e corrida. A série se concentra em muitos protagonistas diferentes que tentam subir na herarquia do submundo do crime, embora seus motivos para faze-lo variem em cada jogo. Os jogos da série são fortemente inspirados na jogabilidade da franquia Grand Theft Auto da empresa Rockstar Games.

## Jogos publicados

### Gangstar: Crime City(2006)
Gangstat: Crime City é um jogo de ação e aventura de mundo aberto publicado pela Gameloft e desenvolvido por pelo menos uma de suas subsidiárias. É sobre um gangster que explora a cidade fictícia de Crime City em busca de dinheiro, poder e ocupação de outras gangues.

### Gangstar 2: Kings of LA(2008)
Gangstar 2: Kings of L.A. (escrito como Gangstar 2: Kings of LA na versão BlackBerry OS) é um jogo publicado pela Gameloft e desenvolvido por pelo menos uma de suas subsidiárias. A versão para celulares operados por botões, baseados em teclado foi lançada em novembro de 2008.  A versão BlackBerry OS foi lançada em 5 de agosto de 2009, a versão Ninte em 5 de agosto de 2009 e o Nintendo DSi teve versão em 12 de abril de 2010. O jogo é sobre os primos gangster Pedro (apelidado de Chico) e Juan, que recentemente escaparam do México devido a uma perseguição policial. Eles chegam a Los Angeles em busca de dinheiro e poder ao lado do primo Luis "LC" Custodio. Uma versão tridimensional (3D) do jogo foi lançada para as plataformas iOS (App Store) e Android (Play Store) em 2009, intitulada Gangstar: West Coast Hustle.

### Gangstar: Samurai(2009)
Gangstar: Samurai é um jogo de ação e aventura de mundo aberto publicado pela Gameloft e desenvolvido pela Gameloft Tokyo. O jogo foi lançado para BREW e DoJa apenas no Japão. O protagonista é Masato e o cenário é Tóquio. O jogo tinha estações de rádio como Toshi Beat. Masato roubou uma droga proibida de uma organização de contrabando devido a um pequeno erro de roubo. Depois de ser perseguido pela organização, Masato é salvo por uma beleza sombria chamada Yuri, que afirma ser um agente especial. Para que Yuri destrua a organização e Masato escape dela, os dois trabalham juntos para realizar diversas operações contra ela. O jogador pode usar uma espada como arma, bem como diversas armas de fogo, como pistolas, submetralhadoras, espingardas, granadas e bazucas. Existem 45 tipos de missões, desde simples missões móveis até derrotar inimigos e infiltração.

### Gangstar: West Coast Hustle(2009)
Gangstar: West Coast Hustle é um jogo de ação e aventura de mundo aberto publicado pela Gameloft e desenvolvido por pelo menos uma de suas subsidiárias. Foi lançado para Smartphone, iPhone, iPod Touch e webOS. Gangstar: West Coast Hustle HD é a versão para Android e iPad, e Gangstar: West Coast Hustle - FREE é a versão gratuíta para iPhone e iPod Touch. É uma versão em 3D de Gangstar 2: Kings of LA, é o primeiro jogo da série a ser em 3D. Uma sequência do jogo intitulada Gangstar: Miami Vindication foi lançada em setembro de 2010. Em 2017, o jogo foi removido da loja App Store. Foi lançado em 20 de agosto de 2009 para iOS, em 25 de novembro de 2010 para Android e em 10 de junho de 2010 para iPad.

### Gangstar: Miami Vindication(2010)
Gangstar: Miami Vindication é um jogo de ação e aventura de mundo aberto publicado pela Gameloft e desenvolvido por uma de suas subsidiárias. Consiste em uma versão bidimensional (2D) e uma versão em 3D, e foi lançado para iOS, Android e MacOS. Segue Gangstar 2: Kings of L.A. e Gangstar: West Coast Hustle, e é o terceiro jogo principal da série Gangstar. A história segue Johnny Gainsville (escrito "Gainesville" na versão em 3D), um homem de meia-idade em busca de seu irmão mais novo, Joey, que foi visto pela última vez em Miami, que é levado a uma vida de crime.
Gangstar: Miami Vindication apresenta helicópteros, lanchas, barcos, jet-skis e motocicletas. Os veículos da polícia também podem ser personalizados . A versão em 3D é o primeiro jogo da série a apresentar dublagem em vez de apenas diálogos textuais (embora sem animações faciais). A versão em 3D apresenta mais palavrões do que Gangstar: West Coast Hustle. Além das pessoas, os jacarés podem ser mortos, mas não trazem nenhum benefício. De acordo com a prévia da versão 3D da Gameloft, o mapa é 1,5 vezes maior que o Gangstar: West Coast Hustle. Embora seja o sucessor de Gangstar: 2 Kings of LA e Gangstar: West Coast Hustle, as únicas conexões entre os jogos são a aparição de LC, notícias de Kings of LA e uma referência a Eddie Fallon (no caso da versão em 3D). Em 2012, foi lançado um spin-off intitulado Urban Crime; segue as consequências da saída de Johnny Gainesville de Miami. No início de 2018, o jogo desapareceu repentinamente da loja App Store por razões desconhecidas.

### Gangstar Rio: City of Saints(2011)
Gangstar Rio: City of Saints é um jogo de ação e aventura de mundo aberto publicado pela Gameloft e desenvolvido por pelo menos uma de suas subsidiárias. Consiste em uma versão 2D e uma versão 3D, e foi lançado para telefones celulares operados por botão/com teclado, Android e iOS em 2011. A versão 3D se passa na atual Rio de Janeiro, Brasil, foi lançado em 10 de novembro de 2011. Foi seguido por uma sequência, Gangstar Vegas em 2013. O jogo atualmente não está na loja App Store no Reino Unido. A história gira em torno do membro da gangue Assassinos, Raul. As versões 3D e 2D têm enredos completamente diferentes, mas um conjunto de personagens compartilhados.

### 2D
Na versão em 2D, Raul sai de uma festa que estava curtindo com a namorada Ana para fazer um trabalho urgente para o chefe. Ana repreende Raul por fazer trabalhos criminosos e incentiva-o a encontrar trabalhos legais. Por ordem do chefe, Raul entra em um carro da empresa, mas ele explode, fazendo-o entrar em coma; um mês depois ele acorda em frente a um hospital com uma cara diferente e decide se infiltrar em sua gangue para descobrir quem plantou a bomba. Ficou conhecido e atraído por Laryssa, que hoje ocupa seu cargo na quadrilha. Ela o apresenta à gangue com o nome falso de Angel. Depois de fazer alguns trabalhos básicos para o chefe, Raul pede ao subchefe de sua gangue para descobrir o que aconteceu com Raul. Por conta disso, o chefe da gangue começa a suspeitar do subchefe na tentativa de explodi-lo e ordena que Angel/Raul o mate. Raul executa o subchefe apesar de saber que é inocente. Em seguida, Raul é incumbido de adquirir um pacote de documentos relacionados ao “Pacote Molhado”, um estoque de diamantes de sangue supostamente sendo enviado. Ele encontra a informação que implica que o chefe explodiu o carro. Raul decide explodir seu chefe como vingança, encontra outra gangue fazendo isso, mata a outra gangue, faz isso sozinho e é imediatamente pego pela polícia.
Laryssa é uma agente policial disfarçada. A polícia chantageia Raul para cooperar. Depois de fazer alguns trabalhos para a polícia na aquisição de informações sobre o "Wet Package" um poderoso malware da gangue rival, eles revelam que foi a polícia (e não o patrão) quem destruiu o carro e fez uma cirurgia plástica em Raul para manipulá-lo. Raul coage uma pessoa a cooperar e a dar-lhe informações sobre Ana. Depois de realizar algumas missões investigativas, Raul mata o suspeito que considera responsável e consegue partes de um "Pacote Molhado" um falso kompromat sujo sobre o Presidente do Brasil, embora sua falsidade seja óbvia para todos dentro da elite. O suspeito morto passa a ser inocente e sobrinho do presidente do Brasil.
O presidente faz com que a polícia os procure e envia assassinos para vingar o sobrinho e adquirir o kompromat. Raul fica sabendo que Ana está viva e levada pelo grupo revolucionário. Raul e seu novo colaborador matam os assassinos e fogem da polícia. O colega contata um jornalista que tem alguma ideia de como entrar em contato com o grupo, um jornalista famoso. A jornalista exige que Raul coloque câmeras de vigilância em alguns prédios da cidade em troca de sua ajuda. O jornalista consegue ajudar Raul a chamar a atenção para o grupo espalhando cartazes por toda a cidade. Como resultado, o grupo entrou em apuros e Raul tem que salvar o seu líder cruel, sádico e autoritário, Diablo. Raul descobre que Diablo é Ana. Para provar a Ana que é Raul, Raul tem que massacrar a cidade com uma bazuca, conseguir $ 10.000 para o grupo e se livrar dos bandidos que querem $ 5.000. Por sua vez, o grupo também está procurando um “Pacote Molhado” – uma poderosa tecnologia de controle mental em grande escala desenvolvida pelo estado do Brasil.
Raul agride a cientista central do projeto, acidentalmente encontra Laryssa em uma praia e troca algumas palavras com ela. Raul consegue as peças do “Pacote Molhado” e o grupo monta o aparelho em sua base secreta. O dispositivo é na verdade um rastreador, informando aos militares a localização do grupo. A maior parte do grupo é exterminada. A jornalista manipulou as facções para a guerra, enviando-lhes informações erradas sobre a natureza do “Pacote Molhado”, o que era uma farsa completa, para impulsionar a sua carreira. Raul e Ana agridem o policial que manipulou Raul e os líderes de duas gangues. Quando vêm vingar a jornalista, ela já foi morta por outras quadrilhas que querem matar as testemunhas, entre elas Ana e Raul. Depois disso, Ana fica com ciúmes de Raul ter trocado poucas palavras com Laryssa, suspeita que ele esteja cometendo infidelidade , e manda matar tanto ele quanto Laryssa. Raul mata Ana sem qualquer tentativa de acalmá-la e sai da cidade com Laryssa.

### 3D
Na versão 3D, após tentar sair da gangue com sua namorada Ana, um carro-bomba fere gravemente Raul e mata Ana. A versão 3D apresenta jogabilidade de “mundo aberto” que dá ao jogador mais controle sobre sua experiência de jogo.

### Gangstar City(2013)
Gangstar City é um jogo de ação e aventura de mundo aberto publicado pela Gameloft e desenvolvido por pelo menos uma de suas subsidiárias. É uma sequência de Kings of LA e West Coast Hustle, com a história focada em Garcia, Kings of LA e irmão do protagonista de West Coast Hustle. Pedro que escapou recentemente do México. Pouco depois do início da história, Pedro desaparece; Garcia, junto com Luis, seus companheiros e amigos, devem derrotar todas as gangues suspeitas de estarem envolvidas em seu desaparecimento. Foi lançado para telefones celulares operados por botão / teclado e Android em 2013. Ao contrário de outros jogos da série, este é principalmente uma parcela de construção de "cidade" baseada em interação que parece um videogame ocioso.

### Gangstar: Vegas(2013)
Gangstar Vegas (também conhecido como Gangstar Vegas: City of Sin e Gangstar Vegas: World of Crime) é um jogo de ação e aventura de mundo aberto publicado pela Gameloft e desenvolvido por pelo menos uma de suas subsidiáriasu, com sede em Montreal. A história gira em torno de Jason Malone, um habilidoso lutador de artes marciais mistas (MMA) que é alvo de Frank Veliano após vencer uma partida (já que Veliano queria que Jason fizesse parte de sua família criminosa). Gangstar Vegas apresenta jogabilidade de "mundo aberto" que dá ao jogador mais controle sobre sua experiência de jogo e também pequenas melhorias gráficas nas cenas e na jogabilidade.

### Gangstar: New Orleans(2017)
Gangstar: New Orleans é um jogo de ação e aventura de mundo aberto publicado pela Gameloft e desenvolvido por pelo menos uma de suas subsidiárias para iOS e Android. A jogabilidade é semelhante à de seu antecessor e é ambientado em Nova Orleans e normalmente requer uma conexão persistente com a Internet para funcionar. Os veículos são os mesmos em comparação com a edição anterior, mas há alguns carros novos. Existem eventos online dos quais qualquer pessoa pode participar para ganhar prêmios. Existem também muitas recompensas que podem ser obtidas assistindo a anúncios.